# La Trilogie d'Axis
La Trilogie d'Axis (titre original : The Axis trilogy) est un cycle de fantasy écrit par Sara Douglass; il narre l'histoire du personnage principal nommé Axis dans un monde médiéval où la magie et des peuples longtemps oubliés refont soudain leur apparition.

## Les différents livres du cycle
Le cycle comporte trois livres, qui sont dans l'ordre chronologique les suivants :
- Tranchant d'acier titre original : Battleaxe, 1995).
- Envoûteur (titre original : Enchanter, 1996).
- L'Homme-Étoile (titre original : StarMan, 1996).

## Résumé
Les humains vivent tranquillement en Achar ayant depuis longtemps oublié les deux autres races qu'ils ont vaincus (les Icarii et les Avars) il y a mille ans dans la terrible Guerre de la Hache, qui a vu s'imposer leur domination et le culte du dieu des laboureurs, Artor.
Mais depuis quelques années, de terribles êtres fantomatiques, les Skraelings assaillent les terres glacées du Nord et ravagent les contrés des hommes.
Face au danger toujours croissant, le Tranchant d'Acier Axis, chef du corps d'élite des Haches de Guerre est envoyé sur place pour contrer ces ennemis de l'apocalypse.
Axis ne connaît pas son père, et sa mère une duchesse a été exilée, la condamnant à mort dans le froid après qu'elle l'a enfanté en l'absence de son légitime époux. Il a donc vécu une enfance sombre, militaire et emplie de cauchemars terrifiants où lui était révélé le monstre qu'est son père.
Ces mauvais rêves lui sont en fait envoyés par Gorgrael, son demi-frère ayant le même père que lui mais une mère Avar. Or Gorgrael dispose de pouvoir terrifiants et c'est lui qui mène les hordes de Skraeling à l'assaut !
Axis va devoir découvrir progressivement qui il est réellement tout en l'affrontant. Mais pour compliquer sa tâche, son autre demi-frère Borneheld et Duc d'Ichar la puissante province du nord le hait profondément à cause de la mort de leur mère dont il le rend responsable. Or Axis a pour ordre de se placer sous le commandement de cet homme qui ne rêve que de son sang.
Alors que les raids Skraelings se sont plus nombreux et plus ravageurs encore, une Prophétie depuis longtemps oubliée fait son apparition : il n'y aura qu'un seul homme capable de vaincre Gorgrael, cet homme rencontrera l'amour, mais il en souffrira, et la trahison qui peut tout faire échouer. Un homme censé réunir les trois races de la terre et reformer le royaume de Tencendor qui prospérait jadis, et ce malgré la haine et la peur mutuelles entre elles. Or cet homme, c'est Axis, le Tranchant d'Acier qui a prêté serment de détruire ces mêmes races.